# Туровский, Алексей Маркович
Алексей Маркович Туровский (род. 4 августа 1946, Москва) — советский эстонский зоолог, зоосемиотик, ведущий специалист Таллинского зоопарка, художник и радиоведущий.

## Биография

### Семья
Родился в 1946 году в Москве в еврейской семье. Родители познакомились в Казани, где во время войны находился в эвакуации Московский государственный университет.
Отец — Марк Борисович Туровский (1922—1994), в будущем культуролог, учился на философском факультете. Бабушка по отцовской линии — София Семёновна Якобсон, уроженка Голдингена, во время Первой мировой войны была медсестрой в Русской императорской армии. Дедушка по отцовской линии, Борис Евсеевич Туровский, родился под Гомелем, его отец (прадедушка Алексея) родился в Палестине и переехал затем в город Туров, по которому и взял свою фамилию. Состоял в КПСС, преподавал философию на кафедре естественных наук Таллинского политехнического института. Был исключён из партии за поддержку сионизма и уволен, позднее подал на развод. Второй раз сочетался браком с Верой Григорьевной.
Мать — Анита Шлёмовна Клаус, родилась в Сибири, где и жила во время эвакуации; выпускница философского факультета. Дедушка по материнской линии — Шлёма Евгеньевич Клаус, инженер, представитель еврейской семьи Клаус, жившей в течение как минимум трёх поколений в эстонском городе Пярну; погиб в начале Великой Отечественной войны. Бабушка по материнской линии — Ханна Аркадьевна Хволис, жившая в Польше и переехавшая в Пярну через Белосток. Братья Аниты Шлёмовны учились в Германии, домашним языком общения был немецкий. Состояла в КПСС, преподавала психологию в Таллинском педагогическом институте. Была исключена из партии за поддержку сионизма и уволена, работала санитаркой в Тарту в детской инфекционной больнице.
Первой женой стала Абигаиль Левитина.

### Карьера
Окончил школу в Замоскворечье, затем биолого-географический факультет Тартуского университета (в 1973 году), где изучал также химию. Трудовую биографию начал в Эстонском морском институте Тартуского университета. С 1972 года является сотрудником Таллинского зоопарка, читает лекции по этологии и зоосемиотике студентам Тартуского и Таллинского университетов, лекции о разнообразии животного мира — в Евроуниверситете. Также известен как экскурсовод, защитник бездомных животных, борец за защиту редких видов от вымирания.
Туровский известен как автор множества статей и книг в своей области, в частности, на русском языке и с авторскими иллюстрациями вышла его книга «От мурашки до кита». На радио Kuku он ведёт программу «Loomult loom» (эст.: животные). В 2007 году за свои работы по популяризации изучения животного мира был награждён званием Защитника эстонской природы. Кавалер Ордена Белой Звезды V класса (2010). В 2015 году баллотировался в Рийгикогу от Социал-демократической партии Эстонии. В 2019 году награждён знаком «Герб Таллина».